# Церетелі Акакій Ростомович
Церетелі Акакій Ростомович (груз. აკაკი როსტომის ძე წერეთელი; 9 (21) червня 1840 — 26 січня (8 лютого) 1915) — грузинський поет, письменник, ідейний лідер національно-визвольного руху Грузії, мислитель-просвітитель.

## Життєпис
Народився в Імереті, в селі Схвитори. Батько — князь Ростом Церетелі. Мати — онука імеретинського царя Соломона II. Відповідно до старої традиції, Акакій до шести років виховувався в селі Савані у селянській родині. Ця обставина наклала відбиток на його творчість і зробила знавцем селянського життя.
З 1850 року навчався в Кутаїській гімназії. З цього навчального закладу, де панував дух деспотизму, він замість атестата виніс пекучу ненависть до гнобителів і гарячу любов до пригноблених. Свою поетичну творчість Церетелі розпочав із перекладу у 1858 р. грузинського вірша М. Лермонтова «Гілка Палестини». У 1859—1862 рр. Церетелі був вільним слухачем факультету східних мов Петербурзького університету. У стінах університету юнацькі патріотичні захоплення А. Церетелі перетворилися в стрункий гуманістичний, патріотичний світогляд.
Повернувшись із Петербурга на батьківщину в 1862 році, А. Церетелі не примикає формально ні до жодного з тогочасних суспільних угруповань. Поетичним дебютом самого Церетелі став вірш «Таємне послання» (1860), в якому оспівував кохання як силу, що уособлює радість, щастя, творче піднесення людини. Впродовж наступного десятиліття Церетелі створив цілий ряд яскравих зразків лірики, найдовершенішими з-поміж якої є «Молитва деяких», «Імеретинська колискова», «Цицинатела», «Світлячок», «Моя голівонька», «Чонгурі», «Інше кохання», «Мухамбазі». Він стає професійним письменником і до кінця свого життя перебуває в боротьбі проти царизму. До 1870-х років Церетелі продовжував захищати своєрідну національну програму в журналі «Цискарі», потім співпрацював в газетах «Дроеба» і «Тифліський вісник», не в усьому погоджуючись, однак, з радикал-демократами, які керували цими органами.
У 1880-х роках займався просвітою «нижчого стану» на сторінках гуманістичної («Іверія») і народницької («Шрома» — «Праця» і «Імеді» — «Надія») преси. У 1890-х роках А. Церетелі критикував відрив інтелігентів-керівників від простого народу в радикально-демократичній газеті «Квалі» («Борозна»), а надію на звільнення всієї нації, і зокрема «нижчого стану», шляхом повалення царату покладав на революційну діяльність соціал-демократів і соціал-федералістів. Протягом багатьох десятиліть він невпинно боровся за відродження грузинської преси, театру, всієї грузинської культури. До історії рідної країни Церетелі звернувся й у своїй відомій повісті «Баші-Ачук» (1896), що відображає боротьбу грузин, які в 1659 р. підняли повстання проти іранського царя Шах-Аббаса. У 1909 р. Церетелі написав автобіографічну повість «Пережите». Вона стала своєрідним літописом культурного та політичного розвитку Грузії 2-ї пол. XIX ст.
Церетелі неодноразово бував в Україні, залишив спогади про Т. Шевченка. Перші переклади, зроблені П. Грабовським і С. Палієм, українською мовою з'явилися ще в XIX ст. Згодом його перекладали М. Бажан, В. Сосюра, А. Малишко, З. Гончарук, Г. Коваленко та ін.

## Українські переклади
Перші переклади поезій Акакія Церетелі українською мовою з'явилися ще в XIX ст., вони були зроблені Павлом Грабовським і С. Палієм. Згодом твори Церетелі перекладали Микола Бажан, Володимир Сосюра, Андрій Малишко, Петро Осадчук, Рауль Чілачава, З. Гончарук, Г. Коваленко та ін.
2016 року у видавництві Анетти Антоненко вийшла збірка вибраної прози Акакія Церетелі в перекладі Рауля Чілачави.

## Пам'ять
У місті Львів є вулиця Церетелі.